# Jean-Baptiste Paulin Guérin
Jean-Baptiste Paulin Guérin (ur. 1783, zm. 1855) – francuski malarz.
Guérin urodził się w Tulonie, pochodził z biednej rodziny. W młodości wyuczył się u ojca zawodu ślusarza, równolegle uczył się malarstwa. Po sprzedaniu kilku prac w rodzinnych okolicach, wyjechał do Paryża. W 1810 roku po raz pierwszy wystawiał swoje obrazy, które zostały docenione na rynku. W 1812 roku wystawił swój obraz Kain po zabójstwie Abla, który otworzył mu drogę do zatrudnienia w Wersalu do prac związanych z restauracją i ozdabianiem pałacu.
Za obraz Martwy Chrystus (Baltimore) otrzymał w 1817 roku wyróżnienie. Ważniejsze prace:
- "Chrystus na kolanach Marii" (1819)
- "Anchizes i Wenus" (1822)
- "Ulisses i Minerwa" (1824, Musée de Rennes)
- "Święta rodzina" (1829, Tulon)
- "Święta Katarzyna" (1838)